# Saprosites palmarum
Saprosites palmarum är en skalbaggsart som beskrevs av Scott 1912. Saprosites palmarum ingår i släktet Saprosites och familjen Aphodiidae. Inga underarter finns listade i Catalogue of Life.